# Standardní svíčka
Standardní svíčka je v astronomii označení pro zdroj světelné energie známé jasnosti (zářivého výkonu), který umožňuje určit jeho vzdálenost od Země. Standardní svíčky slouží k měření velkých vzdáleností ve vesmíru.
Pozorovaná světlost neboli zdánlivá magnituda se u vesmírných objektů zmenšuje s jejich vzdáleností od pozorovatele. Některé astronomické objekty mají speciální vlastnosti, které umožňují určit jejich absolutní magnitudu, skutečnou jasnost. Srovnáním vypočtené skutečné a naměřené zdánlivé magnitudy lze určit vzdálenost standardní svíčky na základě vztahu:
{\displaystyle d=10^{(m-M+5)/5}}
kde d je vzdálenost v parsecích, m je zdánlivá magnituda a M skutečná magnituda.

## Druhy standardních svíček

### Cefeida
Cefeida je pulsující proměnná hvězda, jejíž perioda pulsů je přímo závislá na jejím zářivém výkonu. Pulsace způsobuje pravidelné smršťování a rozpínání jejích podpovrchových vrstev. Název byl odvozen od hvězdy Delta Cephei v souhvězdí Cefea. Periody cefeid se pohybují mezi třemi a třiceti dny.
Cefeidy se jako standardní svíčky používají do vzdálenosti zhruba 107 světelných let. Na větších vzdálenostech nelze spolehlivě rozeznávat jednotlivé hvězdy. Pomocí cefeid byla změřena například vzdálenost Galaxie v Andromedě.

### Supernova typu Ia
Supernova typu Ia je bílý trpaslík, který je součástí dvojhvězdy a který vybuchl, protože odsával hmotu ze svého průvodce, až jeho hmotnost přesáhla Chandrasekharovu mez. Díky tomu, že tato mez je teoreticky spočtená, lze spočítat i energii tohoto výbuchu, a tedy i jeho absolutní jasnost. Po naměření jasnosti supernovy na obloze tak lze odvodit i její vzdálenost. Typ supernovy se zjišťuje ze spektra světla výbuchu.
Supernovy typu Ia se jako standardní svíčky používají od vzdálenosti zhruba 106 světelných let. Na kratších vzdálenostech chybí dostatek těchto supernov. Jsou prakticky jediným nástrojem umožňujícím měření velkých intergalaktických vzdáleností. V roce 1998 dala pozorování supernov typu Ia neočekávaný výsledek — vesmír prodělává zrychlující se expanzi.